# Диоксид-дихлорид хрома
Диокси́д-дихлори́д хро́ма (хло́ристый хроми́л) — жидкость тёмно-красного цвета, дымится во влажном воздухе вследствие гидролиза, растворим в неполярных растворителях (четыреххлористый углерод, дихлорметан, сероуглерод). Сильный окислитель, при контакте воспламеняет фосфор, серу, скипидар и др., используется в органическом синтезе для получения альдегидов окислением метиларенов и терминальных алкенов.

## Синтез
Хромилхлорид впервые был синтезирован Берцелиусом взаимодействием концентрированной серной кислоты со смесью хлорида натрия и бихромата калия с последующей отгонкой продукта:
{\displaystyle {\mathsf {K_{2}Cr_{2}O_{7}+4NaCl+6H_{2}SO_{4}\rightarrow 2CrO_{2}Cl_{2}+2KHSO_{4}+4NaHSO_{4}+3H_{2}O}}}
Он также может быть получен реакцией К2СrО4 (или других хроматов или бихроматов) с концентрированной соляной кислотой (или хлоридами щелочных металлов) и серной кислоты в качестве обезвоживающего агента, CrO2Cl2 в этих случаях отделяется с помощью простой дистилляции, однако, поскольку при нагревании в присутствии серной кислоты хромилхлорид разлагается с образованием сульфата хрома (III) и выделением хлора, выходы в этих методах не превышают 50%. Хлористый хромил может быть получен действием серной кислоты на хлорохромат калия.
Максимальные выходы хлористого хромила получаются при реакции сухого хлороводорода с хромовым ангидридом CrO3 в присутствии серной кислоты на холоду.

## Свойства
Диоксид-дихлорид хрома является молекулярным соединением. Это означает, что в жидких и твердых агрегатных состояниях молекулы данного соединения будут взаимодействовать исключительно с помощью сил Ван-дер-Ваальса. Такая слабая связь приводит к низким температурам плавления и кипения.

### Реакционная способность
Хлористый хромил формально являющийся хлорангидридом хромовой кислоты CrO2Cl2 — сильный электрофил с подвижными атомами хлора, легко замещающимися под действием различных нуклеофилов. 
Полный гидролиз ведет к образованию хромовой и соляной кислот:
{\displaystyle {\mathsf {CrO_{2}Cl_{2}+2H_{2}O\longrightarrow \ H_{2}CrO_{4}+2HCl}}}
Гидролиз идет через промежуточное образование хлорхромовой кислоты (формально — монохлорангидрида хромовой кислоты):
{\displaystyle {\mathsf {CrO_{2}Cl_{2}+H_{2}O\longrightarrow \ HOCrO_{2}Cl+HCl}}}
избыток хлорид-иона в растворе способствует сдвигу равновесия в сторону хлорхромата: так, гидролиз хромилхлорида в насыщенном водном растворе хлорида калия ведет к образованию хлорохромата калия (соли Пелиго)     
{\displaystyle {\mathsf {CrO_{2}Cl_{2}+H_{2}O+KCl\longrightarrow \ KCrO_{3}Cl+2HCl}}}
Хлористый хромил в четыреххлористом углероде реагирует с изоцианатом серебра с образованием темно-красного раствора хромилизоцианата:
{\displaystyle {\mathsf {CrO_{2}Cl_{2}+2AgOCN\longrightarrow \ CrO_{2}(OCN)_{2}+2AgCl}}}
образующийся хромилизоцианат нестабилен и разлагается со взрывом при упаривании раствора при пониженном давлении:
{\displaystyle {\mathsf {CrO_{2}(OCN)_{2}\longrightarrow \ CrO_{2}+2CO+N_{2}}}}
С азотным ангидридом хлористый хромил образует хромилнитрат и нитронилхлорид:
{\displaystyle {\mathsf {CrO_{2}Cl_{2}+2N_{2}O_{5}\longrightarrow \ CrO_{2}(NO_{3})_{2}+2NO_{2}Cl}}}
Реакция с нитратом хлора также ведет к хромилнитрату:
{\displaystyle {\mathsf {CrO_{2}Cl_{2}+2ClNO_{3}\longrightarrow \ CrO_{2}(NO_{3})_{2}+2Cl_{2}}}}
Хромилхлорид с алкилароматическими соединениями образует аддукты (комплексы Этара) в отношении 2:1, дальнейшее разложение этих аддуктов ведет к образованию ароматических альдегидов (реакция Этара):
С алкенами хромилхлорид образует комплексы Этара в отношении 1:1, пути их разложения зависят от строения алкенов, терминальные алкены таким образом могут быть окислены взаимодействием с хромилхлоридом и последующим восстановлением реакционной смеси цинковой пылью до альдегидов с препаративными выходами:
{\displaystyle {\mathsf {R_{1}R_{2}C=CH2\longrightarrow \ R_{1}R_{2}CH-CHO}}}
Разлагается при нагревании:
{\displaystyle {\ce {CrO2Cl2 ->[360^oC]CrO2 + Cl2 ^}}}

## Опасность применения
Дихлорид-диоксид хрома является очень агрессивным реагентом. Активно реагирует с водой, спиртами и другими сильно электрофильными веществами, такими как VOCl3, TiCl4 и SO2Cl2.
При гидролизе дихлорид-диоксида хрома образуются агрессивные вещества: хлористый водород и соединения шестивалентного хрома (CrVI).
CrVI может приводить к хромосомным аберрациям.  Частые воздействия на кожу веществом могут привести к её изъязвлениям.

Хлористый водород может привести к поражению органов дыхания, вплоть до летального исхода. Воздействие паров диоксида-дихлорида хрома может привести к раздражению дыхательных путей, сильному раздражению глаз и ожогам кожи и глаз. При попадании внутрь может вызвать серьёзные отравления и повреждения внутренних органов.